# Braulio Rodríguez Plaza
Braulio Rodríguez Plaza (Aldea del Fresno, 27 januari 1944) is een Spaans geestelijke en een aartsbisschop van de Rooms-Katholieke Kerk.
Rodríguez Plaza werd op 3 april 1972 priester gewijd. Op 6 november 1987 werd hij benoemd tot bisschop van Osma-Soria; zijn bisschopswijding vond plaats op 20 december 1987. Op 12 mei 1995 werd hij benoemd tot bisschop van Salamanca.
Rodríguez Plaza werd op 28 augustus 2002 benoemd tot aartsbisschop van Valladolid. Op 16 april 2009 volgde zijn benoeming tot aartsbisschop van Toledo, als opvolger van Antonio Cañizares Llovera die benoemd was in een functie bij de Romeinse Curie. Rodríguez Plaza werd daardoor tevens primaat van Spanje.
Rodríguez Plaza ging op 27 december 2019 met emeritaat.
- Biblioteca Nacional de España: XX1009183
- Virtual International Authority File: 86541111
- WorldCat: E39PBJvHbV6P3GTfDfQQPbjDMP